# Arthur Valdenaire
Arthur Valdenaire (* 12. März 1883 in Bretten; † 15. Januar 1946 in Karlsruhe) war ein deutscher Architekt, Bauhistoriker und Denkmalpfleger. 

## Leben
Nach dem Besuch des Realgymnasiums in Karlsruhe studierte Valdenaire von 1901 bis 1905 bei Adolf Weinbrenner Architektur an der Technischen Hochschule Karlsruhe, anschließend war er im Büro von Max Laeuger tätig, 1909–1912 am Frankfurter Hochbauamt, 1912/1913 als Lehrer an der Baugewerkschule Offenbach. 1913 wurde er bei Adolf von Oechelhäuser mit einer Arbeit über den Baumeister Friedrich Weinbrenner promoviert. Nach dem Ersten Weltkrieg arbeitete er in Karlsruhe als freier Architekt sowie 1918 bis 1927 als Assistent der Karlsruher Architekturfakultät. 1933 wurde er Bibliothekar am Landesgewerbeamt Karlsruhe, 1945 wurde er nach seiner Rückkehr aus dem Zweiten Weltkrieg zum Leiter der Denkmalverwaltung in Karlsruhe ernannt. 
1936 wurde Valedenaire mit der Erstellung eines Denkmalinventars für die Stadt Karlsruhe beauftragt, dessen erster Band Der Stadtbau und der Schloßbezirk 1940 in Druck gehen sollte. Wegen seiner Einberufung kam es nicht mehr zur Veröffentlichung des erst 2014 postum erschienenen Werks, das ein wichtiges Quellenwerk für den Denkmälerbestand der Stadt Karlsruhe vor ihrer Zerstörung darstellt.
Der Nachlass Valdenaires befindet sich im Südwestdeutschen Archiv für Architektur und Ingenieurbau.

## Werk

### Bauten (Auswahl)
- 1921–1923: Umbau des Kommandanturgebäudes in Kehl zum Rathaus

## Schriften (Auswahl)
- Friedrich Weinbrenner. Sein Leben und seine Bauten. Karlsruhe 1919. Internet Archive
- Heinrich Hübsch. Eine Studie zur Baukunst der Romantik. Karlsruhe 1926.
- Friedrich Weinbrenner. Briefe und Aufsätze. Karlsruhe 1926.
- Karlsruhe. Die klassisch gebaute Stadt. (= Deutsche Kunstführer, Band 25). Augsburg 1929.
- Das Karlsruher Schloß. (= Heimatblätter Vom Bodensee zum Main, Band 39.) Karlsruhe 1931.
- Die Kunstdenkmäler der Stadt Karlsruhe. Der Stadtbau und der Schloßbezirk. Michael Imhof Verlag, Petersberg 2014, ISBN 978-3-7319-0003-0.